# Introcornia australis
Introcornia australis is een kreeftachtigensoort uit de familie van de Petrarcidae. De wetenschappelijke naam van de soort is voor het eerst geldig gepubliceerd in 1991 door Grygier.